# چون بو گون
چون بو گون (کره‌ای: 천보근؛ زادهٔ ۲۳ اوت ۲۰۰۲) بازیگر اهل کره جنوبی است. از فیلم‌ها یا برنامه‌های تلویزیونی که وی در آن نقش داشته است می‌توان به برخورد مرگبار، سرقت بزرگ و پیشگوی بزرگ اشاره کرد.